# Мистер Робот
«Ми́стер Ро́бот» (англ. Mr. Robot) — американский телесериал в жанре психологического триллера, созданный Сэмом Эсмейлом, и транслировавшийся на телеканале USA Network с 24 июня 2015 по 22 декабря 2019 года.
Пилотная серия сериала «Мистер Робот» была показана на фестивале SXSW, а затем бесплатно была опубликована на YouTube. Первая серия настолько понравилась аудитории, что решение о выпуске второго сезона было принято ещё до показа первого. Второй сезон был выпущен на стриминговых площадках 13 июля 2016 года.
Сериал стал лауреатом премии «Золотой глобус» в номинации «Лучший телевизионный сериал — драма». В 2016 году сериал получил 6 номинаций «Эмми», включая победу Рами Малека в номинации «Лучшая мужская роль в драматическом телесериале».
Премьера третьего сезона состоялась 11 октября 2017 года. По его завершении сериал был продлён на четвёртый сезон, который стал заключительным. Он стартовал 6 октября 2019 года и состоял из 13 эпизодов.

## Обзор
Сериал повествует об Эллиоте Алдерсоне — молодом человеке, живущем в Нью-Йорке и работающем инженером по кибербезопасности, а по ночам занимающимся хакерской деятельностью, зачастую выступая в роли кибер-мстителя. Эллиот также постоянно борется с социофобией, диссоциативным расстройством личности и злоупотреблением наркотиками, открыто презирая современный уклад жизни общества потребления.
В какой-то момент Эллиот оказывается на перепутье, когда загадочный лидер подпольной хакерской группы «fsociety» — Мистер Робот, пытается завербовать его, чтобы уничтожить крупнейший в мире финансовый конгломерат «E Corp», которому он, работая в компании «Allsafe», оказывает услуги по защите от хакерских атак.
Оказавшись под влиянием таинственного незнакомца, герой присоединяется к команде хакеров. Одна из их миссий — списать потребительские долги людей, зашифровав все данные «E Corp» (которую Эллиот воспринимает как «Корпорацию Зла», называя её «Evil Corp»).
Из-за своих личных убеждений, Эллиот пытается устоять перед возможностью уничтожить корпорацию «E Corp», которая, по его мнению, управляет миром и рушит его.

## Актёрский состав
= Главная роль в сезоне
     = Второстепенная роль в сезоне
     = Гостевая роль в сезоне
     = Не появляется

### Основной состав
| Актёр                | Персонаж                         | Появление в сезонах | Появление в сезонах | Появление в сезонах | Появление в сезонах | Появление в сезонах |
| Актёр                | Персонаж                         | 1                   | 2                   | 3                   | 4                   | Эпизоды             |
| -------------------- | -------------------------------- | ------------------- | ------------------- | ------------------- | ------------------- | ------------------- |
| Рами Малек           | Эллиот Алдерсон                  | 10                  | 11                  | 10                  | 13                  | 44                  |
| Карли Чайкин         | Дарлин Алдерсон                  | 10                  | 11                  | 10                  | 11                  | 42                  |
| Порша Даблдэй        | Анджела Мосс                     | 10                  | 11                  | 10                  | 4                   | 35                  |
| Мартин Вальстрём     | Тайрелл Уэллик                   | 9                   | 8                   | 7                   | 6                   | 30                  |
| Кристиан Слейтер     | «Мистер Робот» / Эдвард Алдерсон | 10                  | 11                  | 10                  | 12                  | 43                  |
| Майкл Кристофер      | Филлип Прайс                     | 4                   | 9                   | 6                   | 6                   | 25                  |
| Стефани Корнелиуссен | Йоханна Уэллик                   | 7                   | 8                   | 1                   |                     | 16                  |
| Грейс Гаммер         | Доминик «Дом» ДиПьеро            |                     | 11                  | 6                   | 9                   | 26                  |
| Би Ди Вонг           | «Белая роза» / министр Чжи Чжан  | 2                   | 4                   | 7                   | 6                   | 19                  |
| Бобби Каннавале      | Ирвинг                           |                     |                     | 8                   | 1                   | 9                   |
| Эллиот Виллар        | Фернандо Вера                    | 3                   |                     | 1                   | 5                   | 9                   |
| Эшли Аткинсон        | Дженис                           |                     |                     |                     | 5                   | 5                   |
| Всего эпизодов       | Всего эпизодов                   | 10                  | 12                  | 10                  | 13                  | 45                  |

- Эллиот Алдерсон — инженер по информационной безопасности из Allsafe Cybersecurity, в тайне — хакер, занимающийся самосудами. Страдает диссоциативным расстройством личности и проявляет признаки других психических расстройств, таких как параноидальная шизофрения, тревожность и клиническая депрессия, которые частично вызваны его наркотической зависимостью.
- Дарлин Алдерсон — младшая сестра Эллиота и одна из хакеров группировки «fsociety».
- Анджела Мосс — подруга детства Эллиота, работавшая с ним в Allsafe, затем ставшая PR-менеджером в компании «E Corp».
- Тайрелл Уэллик — амбициозный вице-президент «E Corp», позднее присоединившийся к группировке «fsociety».
- «Мистер Робот» — таинственный лидер подпольной хакерской группировки «fsociety»
- Эдвард Алдерсон — отец Эллиота и Дарлин.
- Филлип Прайс — генеральный директор корпорации «E Corp».
- Йоханна Уэллик — жена Тайрелла.
- Доминик «Дом» ДиПьеро — агент ФБР, расследующая дело по взлому «E Corp».
- «Белая роза» / министр Чжи Чжан — трансгендерная женщина и кибертеррорист, глава группировки «Тёмная армия», на самом деле являющаяся министром государственной безопасности КНР.
- Ирвинг — агент «Тёмной армии», в повседневной жизни работающий продавцом машин.
- Фернандо Вера — поставщик наркотиков для Эллиота и его девушки Шейлы
- Джанис — таксидермистка и агент «Тёмной армии».

## Эпизоды
| Сезон | Сезон | Эпизоды | Оригинальная дата показа | Оригинальная дата показа |
| Сезон | Сезон | Эпизоды | Премьера сезона          | Финал сезона             |
| ----- | ----- | ------- | ------------------------ | ------------------------ |
|       | 1     | 10      | 24 июня 2015             | 2 сентября 2015          |
|       | 2     | 12      | 13 июля 2016             | 21 сентября 2016         |
|       | 3     | 10      | 11 октября 2017          | 13 декабря 2017          |
|       | 4     | 13      | 6 октября 2019           | 22 декабря 2019          |

## Производство

### Концепция и сценарий
«Мистер Робот» научил меня подходить ко всему, что я говорю и делаю, осторожнее. Мне все время кажется, что кто-то за нами следит, а мы даже это до конца и не осознаём. Что, может, и к лучшему — людям следует думать, перед тем как открывать рот.
Сэм Эсмейл, создатель и шоураннер сериала, является автором подавляющего большинства эпизодов. В одном из интервью он рассказал, что он всю жизнь был очарован хакерской культурой и хотел снять фильм о ней на протяжении 15 лет. В процессе производства Эсмейл консультировался с экспертами, чтобы дать реалистичное представление о хакерской деятельности. Другим источником вдохновения для Эсмейла, египтянина по происхождению, стала «Арабская весна», в основном египетская революция, во время событий которой молодые люди, рассерженные на общество, использовали социальные сети, чтобы добиться перемен в стране. Сам Эсмейл также признавался, что главный герой шоу, Эллиот, — это «тонко завуалированная версия» его самого.
Изначально Эсмейл задумывал «Мистер Робот» в качестве полнометражного фильма, в котором предполагалось концепция наличия у главного героя различных психических расстройств, что в свою очередь позволило бы построить на данной сюжетной особенности основную линию повествования. Однако, на начальном этапе работы над сериалом его создатель понял, что сценарий фильма значительно расширился и стал больше подходить для формата телевизионного шоу. Готовый сценарий был представлен Эсмейлом кино- и телепродюсерской компании Anonymous Content. Впоследствии производством сериала занялась компания USA Network в ассоциации с Anonymous Content, заказав пилотный эпизод сериала в июле 2014 года. После длительных и сложных поисков исполнителя главной роли, в сентябре 2014 года было объявлено, что на роль Эллиота Алдерсона был выбран американский актёр коптского происхождения Рами Малек.

### Съёмки
В декабре 2014 года началось полномасштабное производство сериала. Телеканал USA Network расширил производственный план сериала до 10 серий, а съёмки шоу стартовали в Нью-Йорке 13 апреля 2015 года. Премьера пилотной серии шоу состоялась на фестивале SXSW 27 мая 2015 года, кроме того, она была опубликована на стриминговых площадках, а также бесплатно на видеохостинге YouTube. Первая серия сериала получила восторженные отзывы критиков и зрителей, что позволило продлить сериал на второй сезон ещё до полноценного выхода первого сезона на USA Network 24 июня 2015 года. В июне 2016 года было объявлено, что количество эпизодов второго сезона будет увеличено с 10 до 12. Премьера 12-серийного второго сезона состоялась 13 июля 2016 года, а через два месяца, 16 августа 2016 года телеканал дал добро на производство 10-серийного третьего сезона «Мистера Робота», релиз которого состоялся в 2017 году. Третий сезон был представлен массовому зрителю в октябре 2017 года. Режиссёром всех эпизодов, как и во втором сезоне, выступил Сэм Эсмейл. 13 декабря 2017 года USA Network продлила шоу на четвёртый сезон. В августе 2018 года было подтверждено, что четвёртый сезон станет финальным.
Изначально Эсмейл представлял главного героя в поношенной толстовке и с разноцветным рюкзаком, но Рами Малек сам предложил использовать чёрный милитари рюкзак и надел на съёмки своё чёрное худи. Образ Эллиота Алдерсона настолько понравился съёмочной группе и художнику по костюмам, что тот заказал у бренда B.Scott ещё 20 таких кофт с капюшоном, несмотря на то, что они на тот момент уже несколько лет как были сняты с производства.
Чтобы передать необычное, часто спутанное восприятие мира главным героем, Франклин Петерсон, один из монтажёров сериала «Мистера Робота», использовал нестандартный стиль монтажа, включающий в себя джамп-каты, различную длительность дублей и изменение хронологии сцен как внутри эпизода, так и между сериями. Сэм Эсмейл охотно поощрял такие эксперименты, считая, что Петерсон и его команда таким образом исследуют и дополняют образ главного героя, находя новые творческие возможности для раскрытия персонажа и сохранения его человечности.
Оператор сериала Том Кэмпбелл стремился создать «отчётливую угрюмую и разрушительную» атмосферу в сценах сериала с использованием специфического динамического освещения и особых приёмов съёмки. Такой неортодоксальный подход к съёмкам в первую очередь заключался в том, что персонажи, согласно Кэмпбеллу, «помещаются в самый низ кадра», что в свою очередь «оставляет огромное количество пространства для головы, что являет собой огромный груз, висящий над их головами, и отражает их изолированность». Такая техника съёмки, по его мнению, влияет на восприятие зрителя, создавая ощущение «нарастающей паранойи и диссоциации» у главного героя.

### Достоверность
Сериал получил высокие оценки со стороны специалистов и компаний, специализирующихся на кибербезопасности, таких как Avast, Panda Security, Avira, Лаборатория Касперского, Proton Mail и др. Блогеры и журналисты, заинтересовавшиеся технической стороной сериала, разобрали и проанализировали эпизоды, содержащие сцены взлома и проведения других компьютерных атак, отмечая их достоверность и профессиональный подход создателей сериала к показу деятельности хакеров.
Сэм Эсмейл нанял ряд технических консультантов, способных обеспечить техническую достоверность шоу ещё на этапе написания сценария. Среди них были Кор Адана (бывший инженер по сетевой безопасности компании Toyota Motor Sales), Майкл Баззелл (консультант по кибербезопасности и бывший агент подразделения по борьбе с киберпреступностью ФБР) и Джеймс Плафф (глава отдела сетевой архитектуры компании MobileIron). К началу съёмок второго сезона Адана собрал команду хакеров и специалистов по кибербезопасности для более скоординированной работы над сценарием. Впоследствии к команде присоединился Джефф Мосс (основатель Black Hat и DEF CON — конференций, посвящённых компьютерной безопасности), а также Марк Роджерс (старший сотрудник отдела сетевой безопасности компании Cloudflare и глава службы безопасности конференции DEF CON) и др.
Сцены взлома были исполнены специалистами вживую, затем записаны и смонтированы с использованием Flash-анимации для последующего использования актёрами в процессе съёмок. Кроме того, во многих эпизодах сериала героями использовалась операционная система Kali Linux, содержащая в себе разнообразное программное обеспечение для проведения тестирования компьютерных систем на наличие уязвимостей.
Критики и зрители также отмечали, что создателям сериала удалось весьма точно отразить тему психических расстройств главного героя. В интервью 2019 года Рами Малек рассказал американской журналистке Терри Гросс о том, что в момент подготовки к роли Эллиота он консультировался с психиатрами и клиническими психологами, чтобы понять, как именно шизофрения, диссоциативное расстройство личности и социофобия влияют на образ жизни людей. Когда об этом узнал Сэм Эсмейл, он распорядился привлечь одного из психологов в качестве консультанта для работы над сериалом. Благодаря такой проработке образа и поведения главного героя, Мистер Робот был отмечен психиатрами как весьма достоверный с медицинской точки зрения, став одним из немногих проектов на телевидении, верно изображающих расстройства психики. Игра Рами Малека и Карли Чайкин в дальнейшем была охарактеризована как «действительное и аутентичное изображение психических заболеваний, которое делает их более понятными для тех, кто никогда не испытывал ничего подобного». Журнал Inverse описал сериал как «устанавливающий новую планку для изображения расстройств психики [на экране], но не эксплуатирующий их».

## Награды и номинации
| Год  | Награда                                      | Категория                                                                                | Номинанты                                                                                      | Результат |
| ---- | -------------------------------------------- | ---------------------------------------------------------------------------------------- | ---------------------------------------------------------------------------------------------- | --------- |
| 2015 | Приз кинофестиваля SXSW                      | Приз зрительских симпатий за лучший эпизод                                               | Мистер Робот                                                                                   | Победа    |
| 2015 | Премия «Готэм»                               | Прорыв среди сериалов — Большая форма                                                    | Мистер Робот                                                                                   | Победа    |
| 2015 | Премия Американского института киноискусства | Телевизионная программа года                                                             | Мистер Робот                                                                                   | Победа    |
| 2016 | Премия People’s Choice Awards                | Любимый актёр кабельного телевидения                                                     | Кристиан Слейтер                                                                               | Номинация |
| 2016 | Премия «Спутник»                             | Лучший драматический сериал                                                              | Мистер Робот                                                                                   | Номинация |
| 2016 | Премия «Спутник»                             | Лучшая мужская роль в драматическом сериале                                              | Рами Малек                                                                                     | Номинация |
| 2016 | Премия «Спутник»                             | Лучшая мужская роль второго плана в сериале, мини-сериале или телефильме                 | Кристиан Слейтер                                                                               | Победа    |
| 2016 | Премия Гильдии Сценаристов США               | Лучший драматический сериал                                                              | Кайл Брэдстрит, Кейт Эриксон, Сэм Эсмейл, Дэвид Айзерсон, Рэндольф Леон, Адам Пенн, Мэтт Пайке | Номинация |
| 2016 | Премия Гильдии Сценаристов США               | Лучший новый сериал                                                                      | Кайл Брэдстрит, Кейт Эриксон, Сэм Эсмейл, Дэвид Айзерсон, Рэндольф Леон, Адам Пенн, Мэтт Пайке | Победа    |
| 2016 | Премия Гильдии киноактёров США               | Лучшая мужская роль в драматическом сериале                                              | Рами Малек                                                                                     | Номинация |
| 2016 | Премия «Золотой глобус»                      | Лучший телевизионный сериал — Драма                                                      | Мистер Робот                                                                                   | Победа    |
| 2016 | Премия «Золотой глобус»                      | Лучшая мужская роль в телевизионном сериале — Драма                                      | Рами Малек                                                                                     | Номинация |
| 2016 | Премия «Золотой глобус»                      | Лучшая мужская роль второго плана — в телесериале, мини-сериале или телевизионном фильме | Кристиан Слейтер                                                                               | Победа    |
| 2016 | Премия «Выбор телевизионных критиков»        | Лучший драматический сериал                                                              | Мистер Робот                                                                                   | Победа    |
| 2016 | Премия «Выбор телевизионных критиков»        | Лучшая мужская роль в драматическом сериале                                              | Рами Малек                                                                                     | Победа    |
| 2016 | Премия «Выбор телевизионных критиков»        | Лучшая роль приглашённого исполнителя в драматическом сериале                            | Брэдли Дэррил Вонг                                                                             | Номинация |
| 2016 | Премия «Выбор телевизионных критиков»        | Лучшая мужская роль второго плана в драматическом сериале                                | Кристиан Слейтер                                                                               | Победа    |
| 2016 | Премия Дориана                               | Телевизионная драма года                                                                 | Мистер Робот                                                                                   | Номинация |
| 2016 | Премия Дориана                               | Телевизионный исполнитель года — Актёр                                                   | Рами Малек                                                                                     | Номинация |
| 2016 | Премия «Сатурн»                              | Лучший телесериал в жанрах: экшн/триллер                                                 | Мистер Робот                                                                                   | Номинация |
| 2016 | Премия Пибоди                                | Премия Пибоди                                                                            | Мистер Робот                                                                                   | Победа    |

## Видеоигры и медиа
На основе сериала было выпущено несколько видеоигр. Игра для мобильных телефонов «Mr. Robot:1.51exfiltrati0n.apk», созданная Telltale Games, повествует о событиях первого сезона сериала. Пользователи играют за выдуманного персонажа, который случайно нашел смартфон некоего важного участника группировки «fsociety». Сюжет игры строится на том, что игрок помогает хакерам свергнуть E Corp. 
Также шоураннерами был создан проект «Mr. Robot Virtual Reality Experience» — написанное и срежиссированное Сэмом Эсмейлом 13-минутное видео для шлемов виртуальной реальности, которое исследует прошлое Эллиота. В самом сериале присутствует несколько пасхалок, включая веб-сайты, относящиеся к сериалу, или IP-адреса, использующиеся в сериале, которые перенаправляют на реальные веб-сайты.
1 ноября 2016 года была выпущена книга «Mr. Robot: Red Wheelbarrow (eps1.91_redwheelbarr0w.txt)», написанная Сэмом Эсмейлом и Кортни Луни.